# Pietro Frosini
Pietro L. Giuffrida, noto con lo pseudonimo Pietro Frosini (Mascalucia, 9 agosto 1885 – New York, 29 settembre 1951), è stato un fisarmonicista e compositore italiano naturalizzato statunitense.

## Biografia
Nato in una famiglia di contadini, cominciò a suonare una piccola fisarmonica a quattro anni. A sei anni passò alla fisarmonica cromatica di suo padre, raggiungendo in breve tempo una notevole padronanza di questo complesso strumento musicale. A dieci anni fu ammesso al conservatorio di Catania, ma non vi erano corsi di fisarmonica, per cui scelse la cornetta.
Nel 1898 diventò allievo del Maestro di musica Francesco Paolo Frontini, sotto la sua guida studiò composizione, armonia, ecc. Nel frattempo vinse numerosi premi per l'abilità con cui suonava la cornetta. Nel 1902 si trasferì al conservatorio di Milano per terminare gli studi. Dopo essersi diplomato fu assunto dalla banda musicale della Royal Navy, di stanza nella base navale britannica di Malta, come suonatore di cornetta. Rimase a Malta per circa due anni e mezzo, ma vi contrasse la malaria, che intaccò le sue labbra al punto di impedirgli di suonare strumenti a fiato. Costretto ad abbandonare la cornetta, ritornò al suo primo amore, la fisarmonica.
Nel 1905 un americano lo sentì suonare l'ouverture Dichter und Bauer (Poeta e contadino) di Franz von Suppé e lo convinse ad andare con lui negli Stati Uniti, dove partecipò a numerosi concerti del genere Vaudeville in teatri americani. La sua prima esibizione si svolse a Fresno, in California. Diventò in breve tempo molto famoso, tanto che era chiamato the Wizard of the Accordion (il mago della fisarmonica).
La sua prima registrazione fu "Wedding of the Winds" (di John T. Hall), effettuata in aprile 1909 su un cilindro fonografico, per la serie "Blue Amberol" di Edison. In agosto seguì l'ouverture "Poeta e contadino" di Suppé. In ottobre registrò una sua composizione, il "Seneca Waltz" (Walzer Seneca). In febbraio 1910 registrò "Amoureuse Waltz" (di R. Berger). Questo walzer fu registrato anche su disco per la casa discografica Victor, in cui si firma per la prima volta come "P. Frosini". È molto probabile che egli abbia adottato questo pseudonimo in onore del suo maestro F. P. Frontini. Non usò mai il nome completo "Pietro Frosini", forse perché un altro grande fisarmonicista suo contemporaneo, Pietro Deiro, era noto in ambito professionale come "Pietro".
Nel 1911 fece una tournée in Inghilterra che riscosse grande successo, tanto che il re Giorgio V volle che suonasse a Buckingham Palace appositamente per lui. Durante questa tournée fece diverse registrazioni con il suo vero nome e con gli pseudonimi  "S. Fregoli" e "G. Arditti". Tornò a New York nel 1913, dove continuò le incisioni per la casa discografica Edison.
Nel 1918 registrò per la casa discografica Quattrociocche di Steubenville nell'Ohio quattro composizioni originali: l'ouverture "Omaggio a Pietro" (Pietro Deiro), l'ouverture Panama Exposition e i brani On to Paragon e Rag in D Minor.
Nel 1920 si sposò con Miss Alfride Larsen, una musicista di origine danese. Nel 1925 smise di partecipare alle tournée per motivi di salute e negli anni trenta cominciò ad insegnare la fisarmonica e a suonare in diretta per stazioni radiofoniche. Scrisse anche diversi articoli per la rivista Accordion World di New York. Continuò ad incidere dischi, la maggior parte per la Alfred Music Company di New York, ma alcuni anche per la Decca.
Nel 1949 sua moglie Alfride morì, un duro colpo dal quale non si riprese mai completamente, pur se gli rimasero la compagnia e le cure di suo fratello e sua sorella. In luglio dello stesso anno la American Accordionists Association (AAA) lo premiò con una targa per «Straordinaria abilità, servizio e grandi realizzazioni nel mondo della fisarmonica». Pietro Deiro, primo presidente dell'associazione, consegnò personalmente la targa a Frosini durante il primo Annual Banquet della AAA, tenutosi nel ristorante Montparnasse di New York.

## Composizioni
Tra le composizioni per fisarmonica di Pietro Frosini sono da segnalare tre grandi rapsodie, la fantasia sinfonica "Britannia", "Russian Fantasy", "Italian Fantasy", "Carnival of Venice Fantasy with Variations" e circa 200 brani di grande successo, tra cui  "La Mariposita", "Sicilian Serenade", "Love Smiles", "Olive Blossoms", e molti altri.
La sua allieva Maddalena Belfiore scrisse il libro "Frosini's System of Bellows Shake", pubblicato postumo dall'editore Silvano Pagani di Rubiera.
In Svezia sono intitolate a suo nome due associazioni musicali: la Frosini-Deiro Foreningen e la Frosinisallskapet, entrambe con sede a Stoccolma.